# Ortsbauernführer

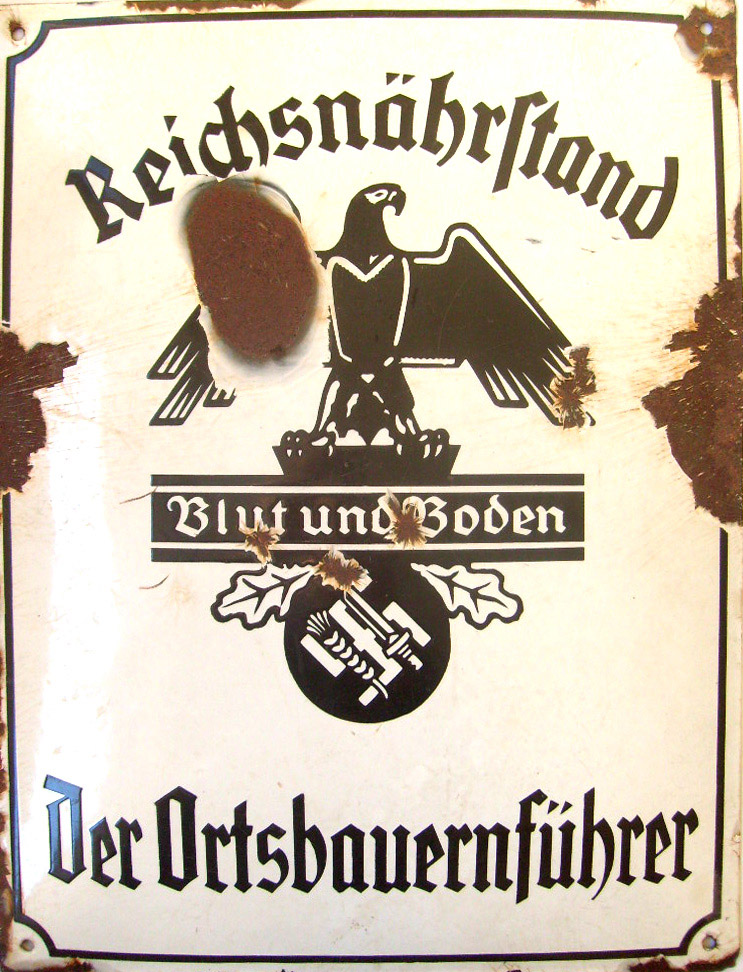
Kennzeichnung der Dienststelle

Der Ortsbauernführer (OBF) war in der Zeit des Nationalsozialismus der Leiter der kleinsten beziehungsweise untersten Einheit im Aufbau des Reichsnährstandes. Er vertrat somit die Ortsbauernschaft, in der Regel ein Dorf oder eine Gemeinde, in der er selbst ansässig war. Einen eigenen Verwaltungsapparat besaß er nicht, sondern musste sich mit den örtlichen Führern wie Bürgermeister und Ortsgruppenleiter der NSDAP auseinandersetzen. Nur äußerst selten war der Ortsbauernführer in Personalunion staatlicher oder parteilicher Hoheitsträger. Mehrere Ortsbauernschaften wurden zu einer Kreisbauernschaft (1938 rund 52.000) zusammengefasst. Ein Ortsbauernführer musste kein Mitglied der NSDAP sein; tatsächlich ist wohl von einem Anteil an Parteimitgliedern von weniger als der Hälfte auszugehen.
Organisatorisch war der Reichsnährstand in Landes-, Kreis- und Ortsbauernschaften gegliedert, die jeweils von einem (Landes-, Kreis- oder Orts-)bauernführer kontrolliert wurden.

## Bekannte Ortsbauernführer (Auswahl)
- Karl Riplinger
- Gottlob Obenland
- Christian Leibing
- Adolf Lind: nach 1936 Kreisbauernführer, ab Anfang 1937 Gaubauernführer